# Clara d'Anduza
Clara d'Anduza (1200 circa) è stata una trobairitz occitana della prima metà del XIII secolo, probabilmente nata nella famiglia governante dei signori di Anduze (Gard).
Potrebbe essere stata la donna amata da Uc de Saint Circ. Così si legge nella razo di Uc:
«N'Uc de Saint Circ […] si amava una dompna d'Andutz, qe avea nom ma dompna Clara. Mout fo adrecha et ensenhada et avinenz e bella; et ac gran volontat de pretz et d'esser auzida loing et pres, et d'aver l'amistat et la domestighessa de las bonas dompnas et des valenz homes. Et N'Uc conoc la volontat d'ella et saup li ben servir d'aiso q'ella plus volia; qe non ac bona dompna et totas aqellas encontradas con qal ell non fezes qe l'agues amor et domestigessa, et no·ill fezes mandar letras et salutz et joias, per acordansa et per honor […]» (Boutière-Shutz 1964, pp. 244–245, dove si può leggere anche la traduzione in francese).
Fu forse la destinataria di un salut di Azalais d'Altier. Probabilmente conobbe il trovatore Pons de Capduelh.
L'unico componimento pervenutoci è la canso En greu esmay et en greu pessamen:
1. En greu esmay et en greu pessamen
2. an mes mon cor et en granda error
3. li lauzengier e ·l fals devinador,
4. abayssador de joy e de ioven,
5. qar vos q' eu am mais que res qu' el mon sia
6. an fait de me departir e lonhar,
7. si q' ieu no ·us puesc vezer ni remirar,
8. don muer de dol, d'ira e de feunia.
9. Selh que ·m blasma vostr' amor ni ·m defen
10. no podon far en re mon cor mellor,
11. ni ·l dous desir qu' ieu ai de vos maior
12. ni l'enveia ni ·l dezir ni ·l talen;
13. e non es hom - tan mos enemicx sia -
14. si ·l n' aug dir ben, no ·l tenha en car
15. e, si ·n ditz mal, mais no ·m pot dir ni far
16. neguna re que a plazer me sia.
17. Ia no ·us donetz, belhs amicx, espaven
18. que ia ves vos aia cor trichador,
19. ni qu' ie ·us camge per nul autr' amador,
20. si ·m pregavon d'autras donas un cen;
21. qu' amors que ·m te per vos en sa bailia
22. vol que mon cor vos estuy e vos gar
23. e farai o; e, s' ieu pogues emblar
24. mon cors, tals l' a que iamais non l'auria.
25. Amicx, tan ai d'ira e de feunia
26. quar non vos vey, que quant yeu cug chantar
27. planh e sospir, per qu' ieu no puesc so far
28. a mas coblas que ·l cors complir volria.

(Ediz.: Rieger 1991, 33)